# مورچه‌مرغ
مورچه‌مرغ(نام علمی: Thamnophilidae) نام یک تیره از راسته گنجشک‌سانان است.